# Aldonza Martínez de Silva
Aldonza Martínez de Silva (Aldonça Martins da Silva, en portugués, fallecida después de 1236), amante del rey Alfonso IX de León, fue hija de Martín Gómez de Silva, señor de Silva, y de su esposa Urraca Rodríguez, hija de alférez real Rodrigo Fernández de Toroño y de Aldonza Pérez.

## Biografía
Posiblemente llegó al reino de León en 1191 acompañando a la infanta Teresa de Portugal para su boda con el rey Alfonso IX. Entre sus parientes más cercanos se encontraban su tíos Estefanía da Silva y su esposo Martín Fernández de Riba de Vizela, que fueron los ayos del infante Sancho, el futuro rey Sancho II de Portugal. También era sobrina de Esteban Soares de Silva, arzobispo de Braga.
En 1214 se convirtió en la amante del rey Alfonso IX, relación que duró hasta 1218. El rey probablemente auspició el matrimonio de Aldonza con Diego Froilaz y donó a la pareja varias heredades en Pesquera y Villamarín. Posteriormente, el rey Fernando III reclamó estas propiedades en 1230 pero, después de una pesquisa, se confirmó que su padre, Alfonso IX, les había donado estas propiedades y el monarca las restituyó y confirmó el 16 de junio de 1232 a Didaco Frolas uel uxori uestre Aldoncie Martini.
Se desconoce la fecha de su muerte aunque habrá sido después de 1236 cuando aparece en la documentación del monasterio de Santa María de Carracedo con su hijo Fernando Iohannis y los que había tenido con Diego Froilaz, vendiendo la heredad de Narayola que había recibido de su marido. También confirma el documento, su hijo tenido con el rey, Rodericus Alfonsi, filius boni regis Alfonsi.

## Descendencia

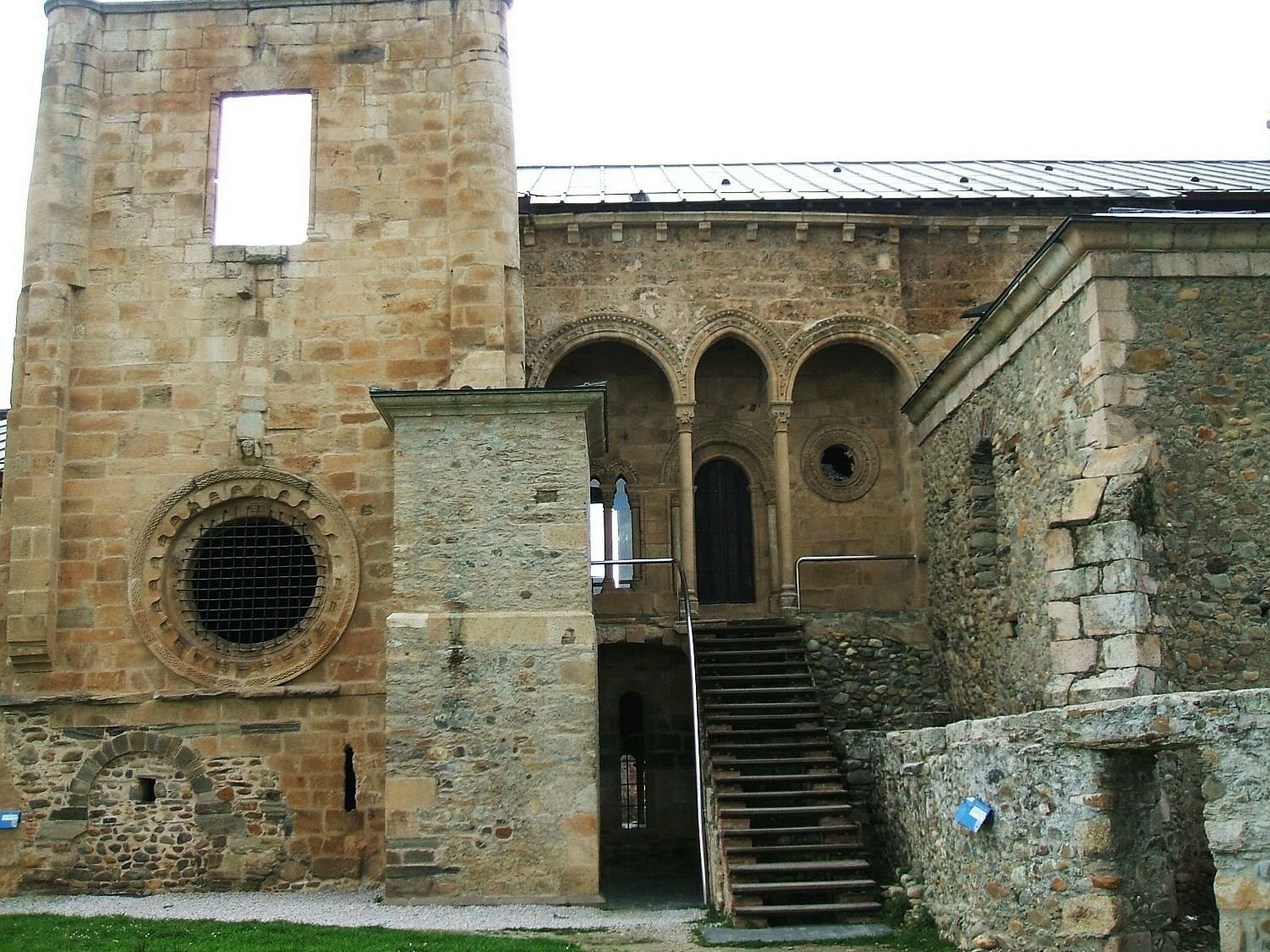
Monasterio de Santa María de Carracedo del cual era benefactora Aldonza Martínez de Silva

De su relación con el rey Alfonso IX nacieron: 
- Rodrigo Alfonso de León (c. 1214-c. 1268), señor de Aliger y Castro del Río y adelantado mayor de la frontera de Andalucía. Contrajo matrimonio con Inés Rodríguez, hija de Rodrigo Fernández de Valduerna «el Feo», señor de Cabrera y alférez del rey Alfonso IX, y de Teresa Froilaz.[8]
- Aldonza Alfonso de León (m. 1266/1267),[8] casada con el conde Pedro Ponce de Cabrera.[a][11] Los hijos de este matrimonio fueron los primeros en llevar el apellido Ponce de León. Fue sepultada en el Monasterio de Santa María de Nogales, situado en el municipio de San Esteban de Nogales, junto a su segundo esposo.
- Teresa Alfonso, esposa de Nuño González de Lara el Bueno.[12][b]

Después de su relación con el rey, casó con Iohannis (Juan) Fernández (m. 1224/1225), como se desprende de una donación a la basílica de San Isidoro de León el 13 de noviembre de 1225, en la que menciona a su marido ya fallecido, y en la que actúa con el hijo nacido de este matrimonio llamado Fernando Iohannis.
Después de enviudar alrededor de 1225, contrajo matrimonio con el ricohombre Diego Froilaz, hijo del conde Froila Ramírez y de la condesa Sancha Fernández. Fueron los padres de:
- Ramiro Díaz de Cifuentes (m. después de 1279),[4][8] señor de Asturias de Santillana, contrajo matrimonio con Teresa Fernández de Lara, hija de Fernando Álvarez de Lara y de Teresa Rodríguez de Villalobos.[18]
- Sancha Díaz de Cifuentes,[4] casada con Rodrigo Álvarez de Lara, hijo ilegítimo de Álvaro Núñez de Lara y de Teresa Gil de Osorno.[19][8] Una hija de este matrimonio, Sancha Rodríguez de Lara, fue la esposa de Pedro Álvarez de las Asturias.[8]
- Estefanía Díaz[4]
- Urraca Díaz[4]